# Грушин, Борис Андреевич
Бори́с Андре́евич Гру́шин (2 августа 1929, Москва — 18 сентября 2007, там же) — советский и российский философ, социолог, методолог исторических и социологических исследований. Доктор философских наук, профессор, член-корреспондент Российской академии образования (1993, Отделение образования и культуры). Главный научный сотрудник Института философии РАН.
На факультете журналистики МГУ создал и руководил научным семинаром по изучению массового сознания.

## Биография
Окончил школу с золотой медалью. Окончил философский факультет МГУ (1952), диплом «Проблема логического и исторического в „Капитале“ Маркса»; аспирантуру там же, кандидатская диссертация «Приёмы и способы воспроизведения в мышлении исторических процессов развития» (1957).
Один из основателей Московского логического кружка (с 1952 г.; в Кружок также входили А. А. Зиновьев, М. К. Мамардашвили и Г. П. Щедровицкий; позднее — Московский методологический кружок (ММК)).
Докторская диссертация «Проблемы методологии исследования общественного мнения» (1967).
Основал «Институт общественного мнения» (1960—1967 гг.) при газете «Комсомольская правда» (Москва). В 1962—1965 гг. и в 1977—1981 гг. — сотрудник журнала «Проблемы мира и социализма» (г. Прага, ЧССР).
Грушин — один из зачинателей прикладных социологических исследований в СССР. Он был первым главой Отдела изучения общественного мнения в первом советской социологическом исследовательском центре — Институте конкретных социальных исследований АН СССР (1960-е годы).
В 1967 году по заданию Отдела пропаганды ЦК КПСС Грушин начал свой «Таганрогский проект», основной целью которого было репрезентативное исследование динамики общественного мнения. Результаты исследований были закрыты. В публикациях о них в открытой печати вместо «Таганрог» писали «Среднегорск».
Проект поддерживался товарищем Грушина по комсомольскому бюро философского факульта МГУ 1950‑х годов Иваном Фроловым, который стал помощником секретаря по идеологии ЦК КПСС Петра Демичева, а также получил одобрение у исполняющего обязанности заведующего отделом, Георгия Смирнова.
Исследования продолжались более семи лет, они завершилось в 1974 году, и прошло еще шесть лет до выхода книги (Массовая информация в советском промышленном городе. Опыт комплексного социологического исследования / Под ред. Б. А. Грушина, Л. А. Оникова. Москва: Изд-во политической литературы. 1980), представлявшей концепцию проекта и его методологию, краткое описание инструментария и теоретико-эмпирические выводы по ряду изучавшихся направлений.
В 1967—1968 гг. и в 1982-89 гг. был преподавателем факультета журналистики МГУ. С 1983 по 1986 гг. на факультете журналистики МГУ руководил научным семинаром по изучению массового сознания.
В 1988—1990 гг. — один из организаторов Всесоюзного центра изучения общественного мнения (ВЦИОМ). В 1989 г. создал высококачественную Службу изучения общественного мнения «Vox Populi». Это было одно из первых частных предприятий в СССР. Б. А. Грушин был его единоличным владельцем. Работал в Институте социологических исследований, ЦЭМИ и других академических центрах. Выступал с лекциями в Институте общественных наук. Преподавал в университетах США.
В 1993 г. был членом Президентского совета. Лауреат премии Союза журналистов России «За журналистское мастерство» 2003 г. (за книгу «Четыре жизни России»).
Среди его учеников и последователей — Я. Капелюш, В. Сазонов, Т. Дридзе, А. Жаворонков, А. Возьмитель, В. Коробейников, Е. Андрющенко, В. Токаровский, Е. Авраамова, Л. Бызов и многие другие.
Академик Т. И. Заславская охарактеризовала его как «самого крупного в СССР специалиста по изучению общественного мнения».
Скончался на 79-м году жизни 18 сентября 2007 года. Похоронен на Миусском кладбище.
В 2020 году ВЦИОМ, НИУ ВШЭ, Шанинка совместно основали Ежегодную социологическую книжную премию им. Б. А. Грушина.

## Научный семинар по изучению массового сознания
Методологический, философский и социологический семинар Б. А. Грушина существовал на факультете журналистики МГУ с 1983 по 1989 годы. Участниками семинара были студенты, аспиранты и научные сотрудники факультета.

### Задачи семинара
Одной из главных задач семинара была попытка изучения и легитимизации понятия «массового сознания» в особых идеологических условиях середины 80-х годов прошлого века в СССР, когда главной номенклатурой тогдашней официальной науки было классовое сознание. Понимая опасность обсуждения проблематичной категории «массового сознания» по месту своей основной работы в Институте философии Академии наук СССР, где подобное исследование могло вызвать неоднозначную реакцию и даже политические преследования, Грушин решает развернуть эту дискуссию на факультете журналистики МГУ, где идеологическая цензура была в то время не так сильна. Здесь нужно отметить, что Грушин интересовался проблемами массового сознания большую часть своей научной жизни. Теория массового сознания разрабатывалась им уже в его ранней работе «Мнения о мире и мир мнений» (1967), затем в различных статьях, включая «Логические принципы исследования массового сознания» (Вопросы философии, 1970, 7-8) и в книге «Массовая информация в советском промышленном городе» (1980), и, наконец, в итоговой монографии «Массовое сознание», вышедшей в 1987 г. Семинар, который он вел на факультете журналистики МГУ в восьмидесятых годах прошлого столетия, стал важнейшим полигоном для апробации его идей об этом важнейшем социальном феномене. Несмотря на важность этого семинара как для понимания научной эволюции самого Грушина, так и для понимания развития его научной школы, информация об этом научном кружке крайне скудна и фрагментарна.

### Вклад семинара
Многолетняя работа семинара помогла определить, что массовое сознание является типом общественного сознания, выделяемым в составе последнего наряду с общечеловеческим и групповым сознанием и связанным с деятельностью особого рода социальных общностей — масс. По своему внутреннему составу и структуре массовое сознание представляет собой сложное образование, его характеризуют разорванность, пористость, противоречивость, способность к быстрым неожиданным изменениям в одних отношениях и известному окостенению (в том числе с образованием так называемых стереотипов сознания) и др. В содержательном отношении массовое сознание — широкая совокупность идей, представлений, иллюзий, чувств, настроений, отражающих все без исключения стороны жизни общества, принципиально доступные массам и способные вызвать их интерес. Массовое сознание возникает и формируется в первую очередь в процессе массовизации разнообразных способов жизнедеятельности людей (в сфере производства, потребления, общения, политики, досуга), порождая одинаковые или подобные устремления, интересы, потребности, навыки, оценки. С другой стороны, действие этих непосредственных условий и форм бытия закрепляется и получает свое дальнейшее развитие в производстве и распространении соответствующих видов массовой культуры, прежде всего, связанных с функционированием средств массовой информации и пропаганды. С их помощью указанные интересы, потребности, устремления масс оформляются в серии одних и тех же образов действительности и моделей поведения.
Среди основных состояний массового сознания можно различить:
- совокупность представлений, знаний о действительности, проявляющуюся, в частности, в виде так называемого когнитивного потенциала (меры информированности) масс;
- совокупность оценок действительности, совпадающую с общественным мнением;
- совокупность ценностных ориентаций, установок и нормативных представлений, отмечающую меру готовности масс действовать тем или иным образом;
- совокупность эмоциональных переживаний, находящую выражение в существовании в каждый момент жизни общества общественного настроения, и т.д.

Будучи духовным продуктом объективных процессов, особого рода социальной практики, массовое сознание оказывает активнейшее воздействие на многие стороны жизни современного общества, выступая в качестве регулятора специфически-массовых форм поведения людей. Эта роль постоянно возрастает по мере усиления роли масс в экономической, политической, культурной жизни отдельных стран и мира в целом.

### Наследие семинара
Обсуждение идей и направлений семинара в последние годы было продолжено учениками Б. А. Грушина, работающими на кафедре социологии факультета журналистики МГУ, В. М. Хрулем и П. В. Разиным. Они являются организаторами т. н. «Грушинских чтений на Моховой», или проекта «Открывая Грушина». Идея проекта была впервые обсуждена в МГУ летом 2009 года, в год 80-летия со дня рождения Бориса Андреевича Грушина. Проект был задуман не только как дань памяти учителю, но и как постоянно действующая площадка для актуализация идей Грушина, обсуждения современного видения его концепций и их эмпирической оценки в исследовательской практике начала XXI века — то есть, как разностороннее продолжение профессионального разговора о наследии выдающегося философа и социолога. Организатором мероприятий в рамках проекта выступила кафедра социологи журналистики при поддержке руководства факультета журналистики МГУ имени М. В. Ломоносова.

## Избранные труды

### Монографии
- Грушин Б. А. Очерки логики исторического исследования. — М., 1961.
- Грушин Б. Свободное время. Величина. Структура. Проблемы. Перспективы. — М., 1966.
- Грушин Б. Свободное время. Актуальные проблемы. — М., 1966.
- Грушин Б. А. Мнения о мире и мир мнений. — М., 1967.
- Массовая информация в советском промышленном городе. Опыт комплексного социологического исследования. / Под ред. Б. А. Грушина, Л. А. Оникова. — М., 1980.
- Grušin B. In pivo veritas: sentence, aforismy a další pozoruhodné texty z pražských restaurací, hostinců a pivnic. — Praha: Merkur, 1985.
- Грушин Б. А. Массовое сознание. — М., 1987.
- Грушин Б. А. Горький вкус невостребованности // Российская социология шестидесятых годов / Под ред. Г. С. Батыгина. — М., 1999 ()
- Грушин Б. А. Четыре жизни России в зеркале опросов общественного мнения. Очерки массового сознания россиян времен Хрущева, Брежнева, Горбачева и Ельцина в 4-х книгах. Жизнь 1-я «Эпоха Хрущева». М., 2001;
- Грушин Б. А. Четыре жизни России в зеркале опросов общественного мнения. Очерки массового сознания россиян времен Хрущева, Брежнева, Горбачева и Ельцина в 4-х книгах. Жизнь 2-я «Эпоха Брежнева» Часть 1. М., 2003.
- Грушин Б. А. Четыре жизни России в зеркале опросов общественного мнения. Очерки массового сознания россиян времен Хрущева, Брежнева, Горбачева и Ельцина в 4-х книгах. Жизнь 2-я «Эпоха Брежнева» Часть 2. М., 2006.

### В соавторстве
- Грушин Б., Чикин В. Во имя счастья человеческого. — М., 1960.
- Грушин Б., Чикин В. Лицо поколения. — М.: 1961.
- Грушин Б., Чикин В. Исповедь поколения. — М.: 1962.